# Gendarmerie des Fürstentums Birkenfeld

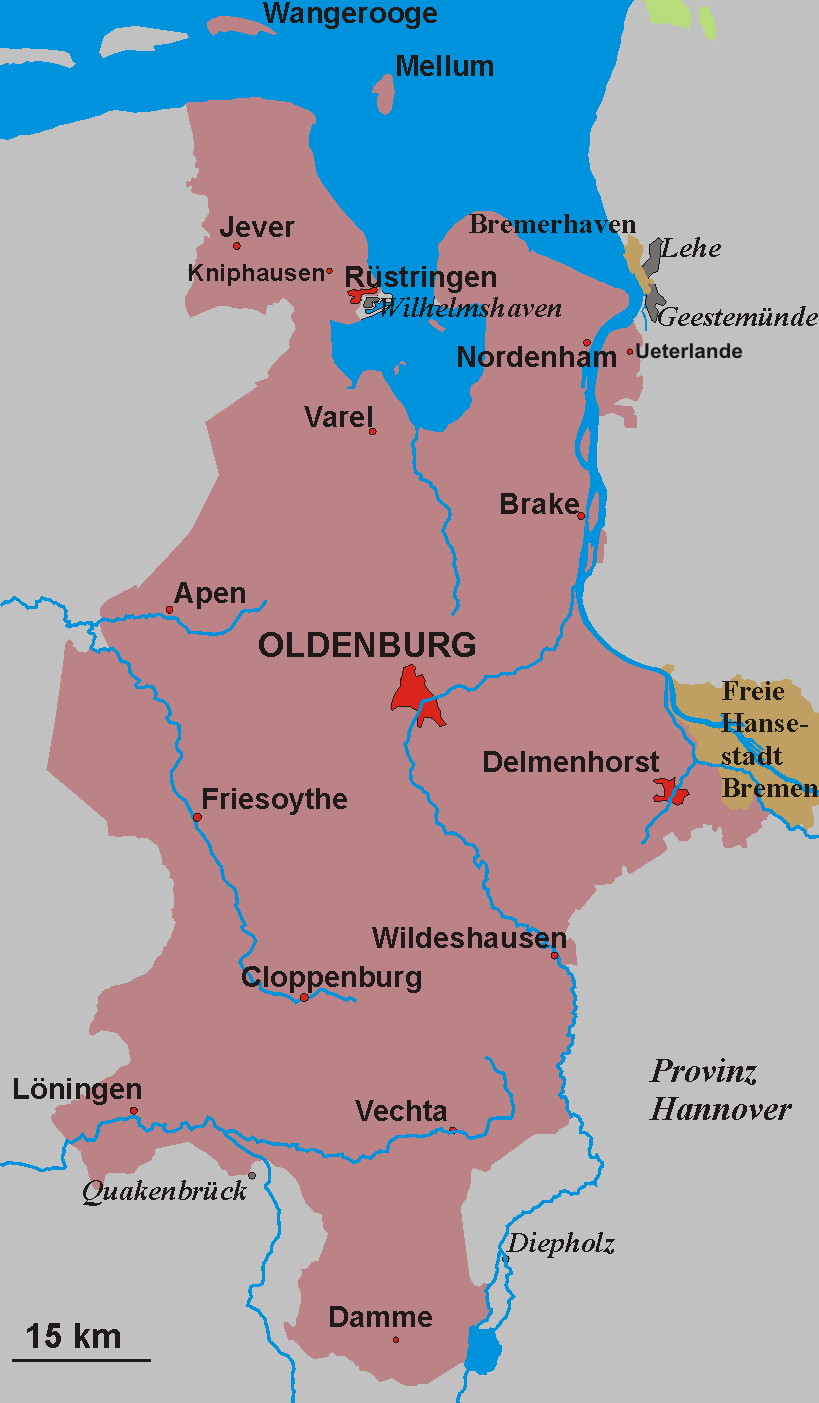
Karte-Oldenburg

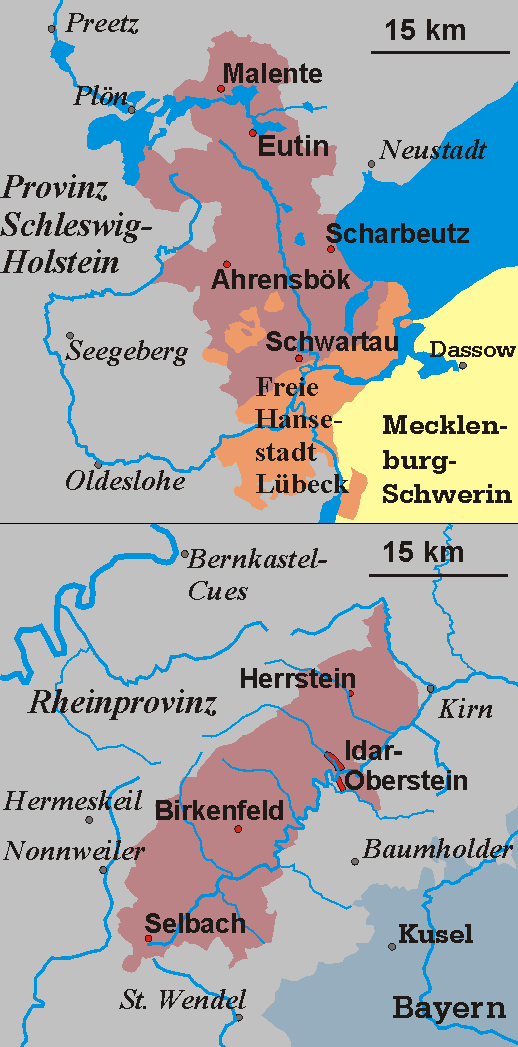
Karte-Oldenburg-Ex

Die Gendarmerie des Fürstentums Birkenfeld, auch als Herzogliche bzw. Großherzogliche Gendarmerie bezeichnet, bildete von 1817 bis 1918 die staatliche Polizei des Fürstentums Birkenfeld. Im Gegensatz zu der überwiegenden Mehrheit der deutschen Gendarmerien war sie nicht militärisch organisiert und auch nicht Teil des Landdragonerkorps bzw. des Gendarmeriekorps, obwohl das Fürstentum Bestandteil des Großherzogtums Oldenburg war.

## Geschichte 1817 bis 1918

### Struktur, Personalstärke
Durch die Integration des Birkenfelder Gebiets in das Großherzogtum Oldenburg 1816/17 stellte sich mittelfristig die Frage nach der Organisation einer staatlichen Polizei, wie sie die meisten deutschen Bundesstaaten in den 1810er Jahren als Gendarmerien errichtet hatten, auch wenn diese teilweise als Polizeidragoner oder Landjäger bezeichnet wurden.
Obwohl im Herzogtum Oldenburg 1817 mit dem Landdragonerkorps eine Gendarmerie gegründet worden war, wurde deren Zuständigkeit nicht auf das Fürstentum ausgedehnt wie auch nicht auf das ebenfalls oldenburgische Fürstentum Lübeck. Hintergrund war offensichtlich die große Entfernung zwischen dem oldenburgischen Kernland und den Fürstentümern sowie die dadurch bedingten langen und umständlichen Kommunikationswege.
Bei der Übernahme des Gebiets existierten vier Gendarmerie-Brigaden unter dem Kommando von Oberleutnant Rosenbacher:
- Brigade Birkenfeld: 2 berittene und 2 Fuß-Gendarmen
- Brigade Oberstein: 1 Wachtmeister, 1 Fuß-Gendarm
- Brigade Nohfelden: 2 berittene Gendarmen
- Brigade Herrstein: 1 Brigadier, 1 Fuß-Gendarm

Angaben nach:
Die elf Gendarmen entstammten offensichtlich der bayerischen, preußischen und k.k. Gendarmerie aus der gemeinsamen Landesadministrationskommission (LAK), die auch am 5. Oktober 1814 eine Gendarmerie-Vorschrift erlassen hatte. Diese Vorschrift galt  bis 1888 (siehe unten). Die Gendarmerie unterstand direkt der Regierung in Birkenfeld und war eine rein zivile Institution, die keine Verbindung zum oldenburgischen Militär besaß. Ihre Angehörigen unterlagen daher nicht wie z. B. die oldenburgischen Landdragoner, später Gendarmen, der Militärgerichtsbarkeit.
Zu den Aufgaben der birkenfeldschen Gendarmerie gehörte zusätzlich auch die Bewachung von Regierungsgeldtransporten nach Frankfurt am Main. Dadurch waren jeweils zwei Gendarmen für mehrere Tage abwesend und schwächten den ohnehin geringen Personalbestand erheblich. Diese Aufgabe übernahm zur Entlastung der Gendarmerie ab den 1830er Jahren das birkenfeldsche Militärkontingent.
Als der 1833 zum Rittmeister beförderte Rosenbacher pensioniert wurde, führte die Landesregierung eine Umorganisation durch, bei der auch die Frage aufgeworfen wurde, ob die Gendarmerie nicht dem Militärkontingent unterstellt werden sollte. Dies lehnte die Regierung jedoch selbst ab. Sie  argumentierte, dass die Leitung der Gendarmerie mit den Verhältnissen vor Ort bestens bekannt sein müsse, was beim Militärkommando ausgeschlossen sei, da dessen Personal immer nur kurzfristig im Land stationiert war. Zu diesem Zeitpunkt hatte die Gendarmerie eine Stärke von einem Unteroffizier (wohl Wachtmeister) und acht Gendarmen. Die Wiederbesetzung der Kommandantenstelle wurde mit dem Hinweis auf mangelnde Auslastung abgelehnt. Die Landesregierung schlug daher der großherzoglichen Regierung in Oldenburg vor, diese Funktion durch ein Mitglied der Landesregierung  ausfüllen zu lassen. Diesem sollte die Disziplinargewalt eines Hauptmanns verliehen werde, dem der Wachtmeister direkt unterstand. Die vorgeschlagene Regelung wurde eingeführt und hatte bis zur Auflösung der Gendarmerie zum 1. April 1937 bestand.
1888 wurde durch die „Dienst-Instruction für die Gendarmen des Fürstenthums Birkenfeld“ die Vorschrift von 1814 (siehe oben) ersetzt. In 29 Paragraphen wurden  der Dienst und die Besoldung, die Rechte und Pflichten der  Gendarmen detailliert geregelt. Die Personalstärke bestand zu diesem Zeitpunkt aus einem Wachtmeister, vier Sergeanten und vier Gendarmen, die in acht so genannten Aufsichtsbezirken Dienst versahen. Gemäß § 20 waren die Gendarmen spätestens zu diesem Zeitpunkt Hilfsbeamte der Staatsanwalt.
Eine gewisse Entlastung der Gendarmerie trat Anfang des 20. Jahrhunderts ein, als in Idar und Oberstein Kommunalpolizeien eingerichtet wurden, deren hauptsächlich verwaltungspolizeiliche Aufgaben allerdings eher denen eines heutigen Ordnungsamts entsprach. Der kriminalpolizeiliche Dienst wurde zusammen mit der Gendarmerie ausgeübt.
Während des Ersten Weltkriegs wurde die Gendarmerie, deren Angehörige  nicht zum Militärdienst eingezogen wurden, durch zwei militärische Hilfs-Gendarmen ergänzt. Für die Bewachung von Kriegsgefangenen, den Schutz von Betrieben und der Landwirtschaft vor Sabotageakte wurden insgesamt rund 500 Hilfspolizisten verpflichtet, die allerdings nicht uniformiert waren und lediglich eine weiße Binde mit der Aufschrift „Polizeibeamter“ trugen.
Kurz vor der Novemberrevolution wurde noch einmal deutlich, dass die birkenfeldschen Gendarmen Zivilstaatsdiener und keine Militärpersonen waren. Als Großherzog Friedrich August im April 1918 anlässlich des 100-jährigen Bestehens der oldenburgischen Gendarmerie dieser das Recht verlieh, seine Initialen „F.A.“ auf den Schulterklappen zu tragen, wurde dies den Birkenfeldern mit Hinweis auf ihren zivilen Status verweigert.

### Uniform, Bewaffnung

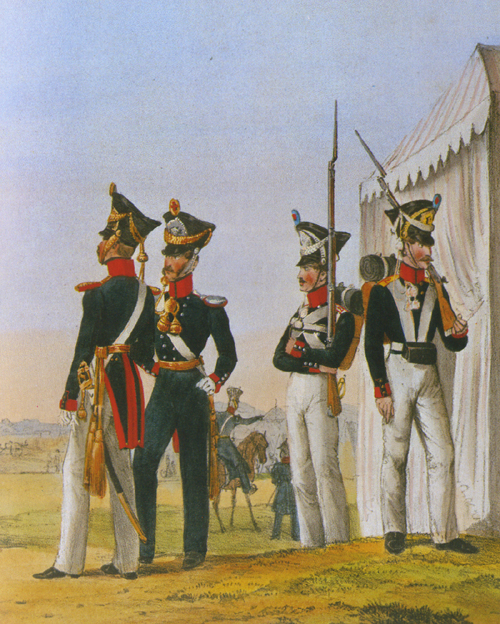
Old2.+1.InfRgt

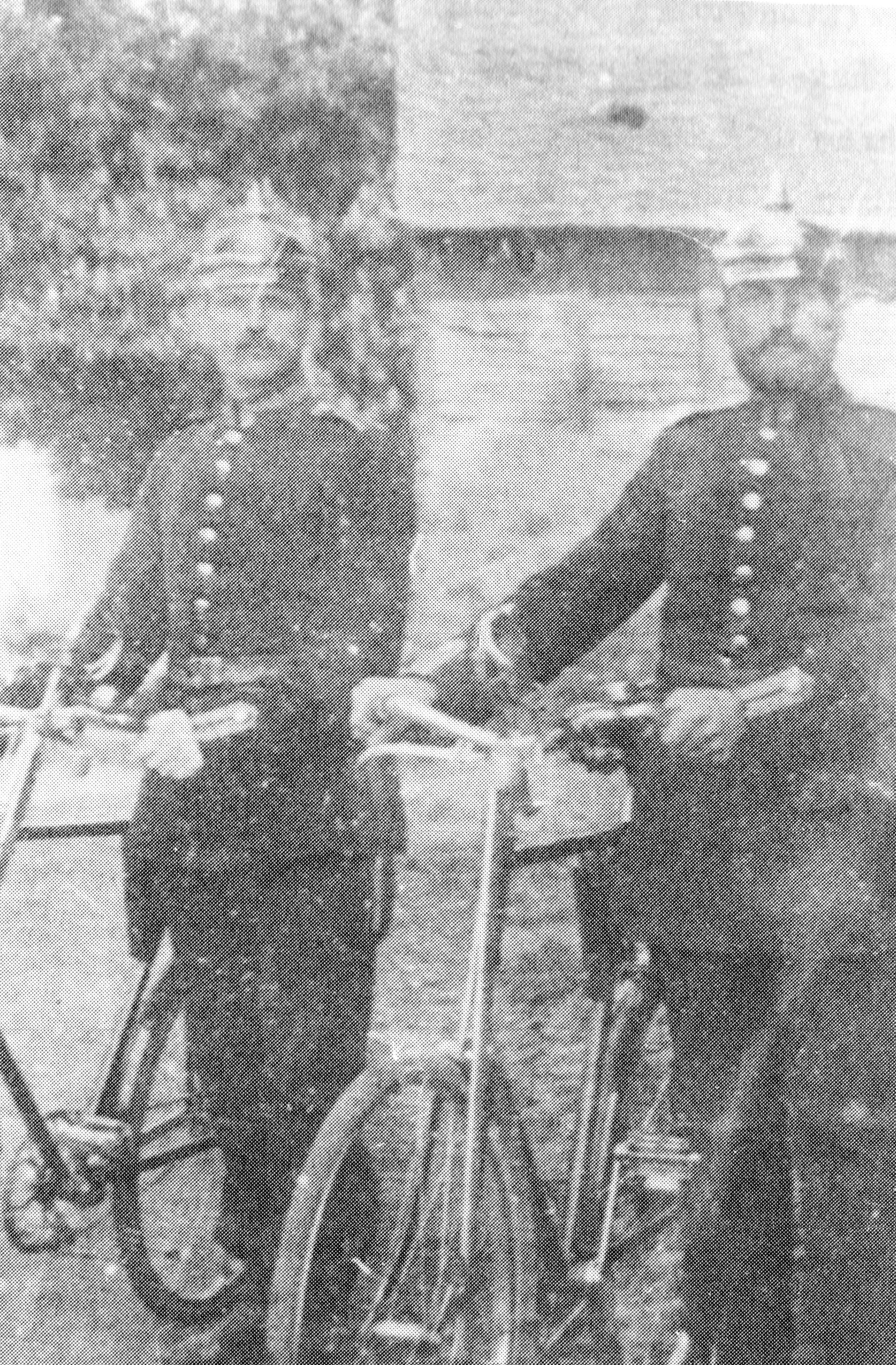
Gendarmen des Fürstentums Birkenfeld um 1910

Abgesehen von einigen Fotos, die Anfang des 20. Jahrhunderts entstanden, gibt es bislang (Stand 2019) keine bildliche Überlieferung der Uniformierung.
Mit der Übernahme durch Oldenburg verfügte Rosenbacher eine Uniformierung (Montierung) analog zum oldenburgischen Landdragonerkorps, die wiederum an die der oldenburgischen Infanterie angelehnt war. Grundsätzlich  diente der oldenburgischen Uniformierung seit 1814/15 die Preußische Armee als Vorbild.
Als Kopfbedeckung diente ein schwarzer Tschako aus Leder und Filz mit einer Kokarde in den blau-roten oldenburgischen Landesfarben. Der Uniformrock war blau und besaß einen roten Kragen und rote Aufschläge. Die Hosen waren ebenfalls blau mit zwei roten Streifen von je einem Zoll Breite. Dazu wurden Stiefel und lederne Handschuhe getragen sowie im Winter ein Mantel. Vermutlich wurde im Sommer, analog zum oldenburgischen Militär, eine weiße Leinenhose getragen.
Die Bewaffnung bestand grundsätzlich aus einem Säbel. Die berittenen Gendarmen führten zusätzlich zwei Pistolen am Sattel, die Fuß-Gendarmen ein leichtes Gewehr. Später wurden vermutlich Revolver oder Selbstladepistolen eingeführt.
Wann der Waffenrock und der Helm (Pickelhaube) eingeführt wurden, ist unklar, vermutlich spätestens 1895. Ab 1905 durfte ein grauer Wetterschutz aus Lodenstoff getragen werden, 1908 wurde wie in Oldenburg für die Sommerzeit eine bequeme schilffarbene Litewka aus Serge eingeführt.

## Entwicklung 1918 bis 1937
Durch die Novemberrevolution entstand der Freistaat Oldenburg; die Fürstentümer Birkenfeld und Lübeck wurden zu Provinzen beziehungsweise Landesteilen. Wie auch die oldenburgische Gendarmerie, wurde auch die birkenfeldsche strukturell nicht verändert. Unverändert blieb auch mehr oder weniger die Personalstärke.
Aufgrund der Unruhen Anfang der 1930er Jahre, ausgelöst durch die Weltwirtschaftskrise, radikalisierte sich das politische Leben. Es kam zu gewalttätigen und brutalen Auseinandersetzungen meist zwischen Angehörigen der KPD und der NSDAP. Da die örtlichen Polizeikräfte nicht ausreichten, die öffentliche Sicherheit und Ordnung zu gewährleisten, wurde 1931 die sogenannte Revierabteilung Idar-Oberstein der Oldenburgischen Ordnungspolizei gegründet, die bis 1935 im Landesteil verblieb.  Vorbild war die Revierabteilung in Bad Schwartau im Landesteil Lübeck, wohin aufgrund schwerer Unruhen auch Ordnungspolizei aus Oldenburg detachiert werden musste.
Die birkenfeldsche Gendarmerie wurde zum 1. April 1937, 120 Jahre nach ihrer Gründung, im Zuge der so genannten Verreichlichung der deutschen Polizeien aufgelöst und ihre Angehörigen in die neue Gendarmerie als Teil der Ordnungspolizei überführt.